# Гендерсон (округ, Техас)
Шаблон:StateAbbr_ 32°13′ пн. ш. 95°51′ зх. д. / 32.21° пн. ш. 95.85° зх. д.
Округ Гендерсон (англ. Henderson County) — округ (графство) у штаті Техас, США. Ідентифікатор округу 48213.

## Історія
Округ утворений 1846 року.

## Демографія
За даними перепису 2000 року загальне населення округу становило 73277 осіб, зокрема міського населення було 33449, а сільського — 39828. Серед мешканців округу чоловіків було 35929, а жінок — 37348. В окрузі було 28804 домогосподарства, 20982 родин, які мешкали в 35935 будинках. Середній розмір родини становив 2,94.
Віковий розподіл населення поданий у таблиці:
| Стать    | До 15 років | 15-21 | 22-29 | 30-39 | 40-49 | 50-65 | 65-85 | Понад 85 |
| -------- | ----------- | ----- | ----- | ----- | ----- | ----- | ----- | -------- |
| Чоловіки | 7676        | 3491  | 2943  | 4514  | 4946  | 6433  | 5541  | 385      |
| Жінки    | 7006        | 3183  | 3026  | 4621  | 5191  | 6889  | 6507  | 925      |

## Суміжні округи
- Кофман — північ
- Ван-Зандт — північ
- Сміт — схід
- Черокі — південний схід
- Андерсон — південь
- Фристоун — південний захід
- Наварро — захід
- Елліс — північний захід

## Виноски
1. ↑  http://www.tshaonline.org/handbook/online/articles/hch13
2. ↑  U.S. Decennial Census. United States Census Bureau. Архів оригіналу за 26 квітня 2015. Процитовано 28 квітня 2015.
3. ↑  Texas Almanac: Population History of Counties from 1850–2010 (PDF). Texas Almanac. Архів оригіналу (PDF) за 26 лютого 2015. Процитовано 28 квітня 2015.
4. ↑  State & County QuickFacts. United States Census Bureau. Архів оригіналу за 4 червня 2011. Процитовано 17 грудня 2013.(англ.) Наведено за англійською вікіпедією.
5. ↑  American FactFinder. Бюро перепису населення США. Архів оригіналу за 21 травня 2008. Процитовано 31 січня 2008.

| США | Це незавершена стаття з географії США. Ви можете допомогти проєкту, виправивши або дописавши її. |